# CoffeeScript
CoffeeScript è un linguaggio di programmazione che si transcompila in JavaScript. Esso aggiunge lo zucchero sintattico ispirato da Ruby, Python e Haskell nel tentativo di accrescere la leggibilità e concisione di JavaScript. Specifiche funzionalità aggiuntive includono la comprensione di lista e la ricerca di corrispondenza.
Il supporto di CoffeeScript è incluso nella versione 3.1 di Ruby on Rails. Nel 2011, Brendan Eich fece riferimento a CoffeeScript come un'influenza nei suoi pensieri sul futuro di JavaScript.

## Storia
Il 13 dicembre 2009 Jeremy Ashkenas fece il suo primo commit Git di CoffeeScript con il commento: "commit iniziale del linguaggio misterioso." Il compilatore era scritto in Ruby. Il 24 dicembre egli creò la prima release taggata e commentata, 0.1.0. Il 21 febbraio 2010 eseguì il commit della versione 0.5, che sostituì il compilatore Ruby con una versione self-hosting in CoffeeScript puro. A quel punto il progetto aveva attratto svariati altri contributori su GitHub, e stava ricevendo più di 300 visualizzazioni di pagina al giorno.
Il 24 dicembre 2010 Ashkenas annunciò il rilascio della versione stabile 1.0.0 a Hacker News, il sito dove il progetto era stato annunciato per la prima volta.

## Sintassi
Quasi ogni cosa in CoffeeScript è un'espressione, per esempio le espressioni if, switch efor (che non ritornano nessun valore in JavaScript) ritornano un valore. Come in Perl, queste dichiarazioni di controllo hanno anche versioni di suffisso; per esempio, if può anche essere scritto dopo la dichiarazione condizionale.
Molte parentesi tonde e graffe non necessarie possono essere omesse; per esempio, i blocchi di codice possono essere denotati da indentazione invece che da parentesi graffe, le chiamate delle funzioni sono implicite, e gli object literal sono spesso rilevati automaticamente.

## Esempi

### Test d'intervallo
Per calcolare l'indice di massa corporea, qualcuno potrebbe scrivere (in JavaScript):
```
let
 
mass
 
=
 
72
;

let
 
height
 
=
 
1.78
;

const
 
BMI
 
=
 
mass
 
/
 
(
height
 
**
 
2
);

(
18.5
 
<
 
BMI
 
&&
 
BMI
 
<
 
25
)
 
&&
 
alert
(
'You are healthy!'
);

```

Con CoffeeScript l'intervallo è direttamente descritto:
```
mass
 
=
 
72

height
 
=
 
1.78

BMI
 
=
 
mass
 
/
 
height
**
2

alert
 
'You are healthy!'
 
if
 
18.5
 
<
 
BMI
 
<
 
25

```

### Cicli e comprensioni
Per calcolare il massimo comun divisore di due interi con l'algoritmo di Euclide, in JavaScript c'è bisogno solitamente di un ciclo while:
```
function
 
gcd
(
x
,
 
y
)
 
{

  
var
 
z

  
do
 
{

    
z
 
=
 
x
 
%
 
y

    
x
 
=
 
y

    
y
 
=
 
z

  
}
 
while
 
(
y
 
!=
 
0
)

  
return
 
x

}

```

Mentre in CoffeeScript si può invece usare until e il pattern-matching:
```
gcd
 
=
 
(x, y) ->

  
[
x
,
 
y
]
 
=
 
[
y
,
 
x
%
y
]
 
until
 
y
 
is
 
0

  
x

```

Qualsiasi ciclo for può essere rimpiazzato da una comprensione di lista; in tal modo per calcolare il quadrato dei numeri dispari positivi più piccoli di dieci (quindi i numeri il quale resto di modulo 2 è 1), si può fare:
```
alert
 
n
*
n
 
for
 
n
 
in
 
[
1
..
10
]
 
when
 
n
%
2
 
is
 
1

```

Alternativamente, c'è:
```
alert
 
n
*
n
 
for
 
n
 
in
 
[
1
..
10
]
 
by
 
2

```

Si può implementare una ricerca sequenziale con un 
```
names
 
=
 
[
"Ivan"
,
 
"Joanna"
,
 
"Nikolay"
,
 
"Mihaela"
]

linearSearch
 
=
 
(searchName) ->
 
alert
(
name
)
 
for
 
name
 
in
 
names
 
when
 
name
 
is
 
searchName

```

La sintassi for ... in permette di ciclare su array, mentre la sintassi for ... of permette di ciclare su oggetti.

Si può utilizzare la parola chiave ? per controllare velocemente se una variabile è null oundefined :
```
personCheck
 
=
 
->

  
if
 
not
 
person
?
 
then
 
alert
(
"No person"
)
 
else
 
alert
(
"Have person"
)

person
 
=
 
null

personCheck
()
 

person
 
=
 
"Ivan"

personCheck
()

```

Questo codice mostrerà a schermo "No person" se la variabile è null o undefined e "Have person" se c'è presente qualcosa.

### Funzioni e jQuery
Un frammento JavaScript comune utilizzando la libreria jQuery è:
```
$
(
document
).
ready
(
function
()
 
{

  
// Initialization code goes here

})

```

Oppure solo:
```
$
(
function
()
 
{

  
// Initialization code goes here

})

```

In CoffeeScript, la parola chiave function è sostituita dal simbolo -> , e viene usata l'indentazione invece che le parentesi graffe, come in altri linguaggi off-side rule come Python e Haskell. Inoltre, le parentesi possono essere generalmente omesse, usando invece il livello d'indentazione per denotare una funzione o blocco. Quindi, l'equivalente CoffeeScript del frammento sopra è:
```
$
(
document
).
ready
 
->

  
# Initialization code goes here

```

O solo:
```
$
 
->

  
# Initialization code goes here

```

### Interpolazione di stringhe
L'interpolazione di stringhe in stile Ruby è inclusa in CoffeScript. Le stringhe con doppi apici permettono valori interpolati, usando #{ ... }, e le stringhe con singolo apice sono literal.
```
author
 
=
 
"Wittgenstein"

quote
  
=
 
"A picture is a fact. -- 
#{
 
author
 
}
"

sentence
 
=
 
"
#{
 
22
 
/
 
7
 
}
 is a decent approximation of π"

```

## Compilazione
Il compilatore CoffeeScript è stato scritto in CoffeeScript dalla versione 0.5 ed è disponibile come un'utility Node.js; comunque, il nucleo del compilatore non si affida a Node.js e può essere eseguito in qualsiasi ambiente JavaScript. Un'alternativa all'utility Node.js è il Plugin Maven Coffee, un plugin per il sistema di build Apache Maven. Il plugin usa il motore JavaScript Rhino scritto in Java.
Il sito ufficiale CoffeeScript.org ha un bottone "Prova CoffeeScript" nella barra del menu; cliccandolo viene aperta una finestra in cui l'utente può scrivere codice CoffeeScript, vedere l'output JavaScript ed eseguirlo direttamente nel browser. Il sito js2coffee fornisce una traduzione bi-direzionale.

## Ultime aggiunte
- La mappa sorgente permette agli utenti di debuggare direttamente il loro codice CoffeeScript, supportando i traceback CoffeeScript su errori runtime.
- CoffeeScript supporta una forma di Literate Programming, usando un'estensione .coffee.md o .litcoffee. Questo permette al codice sorgente CoffeeScript di essere scritto in Markdown. Il compilatore trattera qualsiasi blocco indentato (il metodo di Markdown di indicare il codice sorgente) com codice, e ignorare il resto come commenti.

## Adozione
Il 13 settembre 2012 Dropbox ha annunciato che i suoi codebase lato browser sono stati riscritti da JavaScript a CoffeeScript.
La guida interna di stile di GitHub una volta disse "scrivi nuovo JS in CoffeeScript", e anche se non lo dice più, tutti i consigli in quella guida di stile si riferiscono a come scrivere un buon CoffeeScript, e il loro editor di testo Atom è anch'esso scritto in quel linguaggio.